# Jenna Haze
Jenna Haze (født 22. februar 1982 i Fullerton, Californien), er en amerikansk pornoskuespiller. Hun har medvirket i over 515 pornofilm.

## Priser

### Udvalgte priser
- 2003 – AVN Award – Bedste nye stjerne
- 2007 – AVN Award – Bedste oral sex scene
- 2007 – AVN Award – Bedste gruppe sex scene
- 2008 – AVN Award – Bedste gruppe sex scene
- 2009 – AVN Award – Årets bedste kvindelige skuespiller
- 2010 – XFANZ Award – Årets kvindelige stjerne